# Mathilde Schroyens
Pour les articles homonymes, voir Schroyens.
Mathilde Schroyens, née le 28 décembre 1912 à Mortsel et morte le 27 décembre 1996 à Anvers, est une femme politique belge du Parti socialiste (SP, aujourd’hui Voruit). Elle est la première femme socialiste néerlandophone élue au Parlement fédéral en 1949 puis la première bourgmestre d'Anvers de 1977 à 1983.
Durant ses mandats politiques, elle s'investit particulièrement dans l'éducation, l'émancipation des femmes et l'égalité des droits entre les hommes et les femmes.

## Biographie
Mathilde Joséphina Schroyens est née le 28 décembre 1912 à Mortsel. Elle est la fille de Fons Schroyens, militant du Parti ouvrier belge/Belgische Werkliedenpartij et antimilitariste.
Durant une période, elle travaille comme caissière et marchande de poisson au Grand Bazar d'Anvers (nl) situé sur la Groenplaats,. Elle fréquente l’École ouvrière supérieure puis, à l'âge de 15 ans, entre à l’École normale communale d'Anvers. De 1932 à 1940, elle enseigne dans l'école juive Jesoda Hathora,. Lorsqu' éclate la Seconde Guerre mondiale, elle doit arrêter d'y travailler et, pour échapper au Service de travail obligatoire, reprend des études d'assistante sociale à Bruxelles.
En 1945, elle épouse Emile Groesser.
À partir de 1932, Mathilde Schroyens s'engage en politique. Elle adhère au Parti socialiste et aux Femmes socialistes (nl) dont elle est la secrétaire puis la présidente de 1948 à 1977.

### Députée socialiste
Aux élections législatives de 1949, les femmes belges exercent, pour la première fois, leur droit de vote. Le 26 juin 1949, Mathilde Schroyens entre à la Chambre comme députée socialiste de l'arrondissement électoral d'Anvers (nl). Un mandat qu'elle exerce jusqu'au 7 novembre 1971. Elle est la première femme socialiste néerlandophone à la Chambre et, longtemps, la seule. Lors de son discours inaugural, elle se positionne contre le retour du roi Léopold III dans le cadre de la question royale qui divise la pays après la Seconde Guerre mondiale. Cette déclaration lui vaut une agression à la lettre piégée. À la Chambre, elle s'engage pour l'éducation, l'émancipation et l'égalité des droits des femmes. Elle est ainsi la première à prôner le service militaire volontaire pour les femmes, ce qui se concrétise en 1975, l'année internationale de la femme, lorsque les premières femmes soldats sont admises.
Aux élections législatives de 1971, elle figure en queue de liste, position stratégique, mais n'est pas réélue.

### Echevine et Bourgmestre d'Anvers
En 1953, elle entre également au conseil communal d'Anvers. Un an et demi plus tard, le 21 juin 1954, elle devient échevine de l'enseignement, à la suite de Willem Eekelers. Poste qu'elle occupe pendant 22 ans, jusqu'en 1976. Sa politique vise la modernisation de l'enseignement et l'élargissement de l'offre avec un souci d'égalité des chances pour chaque enfant. A ce titre, elle modernise et agrandit le réseau de l' enseignement communal : ses 121 écoles de jour et 60 écoles du soir valent à Anvers le surnom de "ville des écoles". Grâce à elle, Anvers est la première ville belge à introduire l'éducation sexuelle et la mixité dans ses écoles. Elle améliore également l'accueil extra-scolaire, les jardins d'enfants, introduit des laboratoires de langues et l'enseignement spécialisé,,. Elle est aussi à l'origine de l'intégration de l'École de ballet de l'Opéra royal flamand au sein de l'Enseignement communal.
Le 1er janvier 1977, elle devient bourgmestre d'Anvers et la première femme à occuper ce poste, après 635 prédécesseurs masculins, en près de 700 ans.
Durant son mayorat, elle est confrontée aux attentats antisémites dans le Quartier des Diamantaires, en 1981. Elle continue de s'investir dans l'enseignement mais accorde aussi un statut plus favorable et un meilleur équipement aux corps de policiers et de pompiers et rend possible le recrutement de femmes dans la police,.
Elle exerce ses fonctions jusqu'à la fusion des communes du 1er janvier 1983, ce qui fait d'elle aussi la dernière bourgmestre d'Anvers-ville,.
Par ailleurs, Mathilde Schroyens est une supportrice notable du club de football Beerschot VAC, dont elle ne rate aucun match.

### Fin de vie
Mathilde Schroyens décède le 27 décembre 1996, après une chute dans sa maison. Elle n'a pas de monument dans le cimetière de Schoonselhof, elle a, en effet, choisi la dispersion de ses cendres sur l'ancienne pelouse du Schoonselhof,.

« Qui n'a pas d'intérêt pour la politique, subit la politique d'un autre. »

## Distinctions
- Le Foyer Mathilde Schroyens à Saint-Idesbald qui accueille les enfants des écoles primaires de la ville d'Anvers est nommé en son honneur. Le foyer ferme ses portes le 29 août 2014 malgré de nombreuses oppositions[9].
- En 2021, la ville d'Anvers demande à la sculptrice Goshka Macuga de réaliser une œuvre destinée au parc municipal à l'occasion de la deuxième édition de Publiek Figure, sur un socle vide. L'artiste choisit de représenter cinq femmes sur le socle : Chantal Ackerman, Andrée Blouin, Patricia de Martelaere, Marie Popelin et Mathilde Schroyens. Cette sculpture, intitulée Figures of Absence, est la première œuvre d'art de l'espace public anversois consacrée aux femmes réelles et historiques et à leurs mérites[10],[11].
- Le Dansprijs Mathilde Schroyens (Prix Mathilde Schroyens de danse) est attribué tous les deux ans par la ville d'Anvers[12].